# Kolwiza (Fluss)
Die Kolwiza (russisch Колвица) ist ein 9 km langer Fluss im Südwesten der Halbinsel Kola in der Oblast Murmansk in Russland.
Das Einzugsgebiet umfasst 1310 km², der mittlere Abfluss beträgt 14,7 m³/s.
Die Kolwiza bildet den Abfluss des 58 m hoch gelegenen und 121 km² großen Kolwizkoje-Sees, fließt in westlicher Richtung und mündet bei der gleichnamigen Siedlung in einen östlichen Seitenarm der Kandalakscha-Bucht und somit ins Weiße Meer.